# داگلاس مک‌دونالد (ورزشکار)
داگلاس مک‌دونالد (انگلیسی: Douglas McDonald؛ زادهٔ ۱۱ مهٔ ۱۹۳۵) قایقران روئینگ اهل کانادا است.